# فرانس آلفرد مینگ
فرانس آلفرد مینگ (انگلیسی: Frans Alfred Meeng؛ ۱۸ ژانویهٔ ۱۹۱۰ – ۱۸ سپتامبر ۱۹۴۴) یک بازیکن فوتبال اهل اندونزی بود.
وی همچنین در تیم ملی فوتبال اندونزی بازی کرده است.